# أبو حفص الزيات
أبو حفص عمر بن محمد بن علي بن يحيى البغدادي، ابن الزيات (وُلد في بغداد سنة 286 هجريًا، المُوافق للعام 899 ميلاديًا - تُوفي في بغداد سنة 375 هجريًا، المُوافق للعام 985 ميلاديًا) من رواة الحديث وهو ثقة حافظ، مولده ووفاته في بغداد.
قال الزركلي في «الأعلام» «الزيات (286 - 375 هـ = 899 - 985 م) عمر بن محمد بن علي بن يحيى، أبو حفص الزيات: من حفاظ الحديث، ثقة. مولده ووفاته في بغداد. من كتبه " جزء - خ " في الحديث، بالظاهرية».

## روايته للحديث النبوي
- سمع: إبراهيم بن شريك، وجعفرا الفريابي، وأحمد بن الحسن بن عبد الجبار، وعمر بن أبي غيلان، وعبد الله بن ناجية، وطبقتهم.
- حدث عنه: البرقاني، وأبو محمد الخلال، وأبو القاسم التنوخي، وأبو محمد الجوهري، وخلق.

## آراء العلماء فيه
- قال ابن أبي الفوارس: «كان ثقة، متقنا، أمينا، قد جمع أبوابا وشيوخا».[4]
- قال العتيقي: «كان ثقة أمينا صاحب حديث يحفظه».[4]